# Bowlus CG-7
El Bowlus CG-7 fue un prototipo de planeador de transporte estadounidense de la Segunda Guerra Mundial que se construiría para el Ejército de los Estados Unidos; se construyó un ejemplar, pero el modelo no entró en producción y el programa fue cancelado.

## Diseño y desarrollo
El Ejército concedió un contrato a Bowlus Sailplanes por un planeador de transporte de ocho asientos y otro de quince, siendo designado el más pequeño XCG-7, y el mayor, XCG-8. El XCG-7 fue entregado en Wright Field para realizar pruebas en febrero de 1942, donde no pasó las pruebas estructurales; el planeador fue reparado, pero fracasó de nuevo. No fue puesto en producción y el planeador de madera y tela fue usado para probar maneras de proteger el avión de los rayos, en el Laboratorio de Alto Voltaje de la Oficina Nacional de Estándares.

## Variantes
XCG-7
Prototipo de planeador de transporte de ocho asientos, uno construido.

## Operadores
Estados Unidos
- Fuerzas Aéreas del Ejército de los Estados Unidos

## Especificaciones (XCG-7)
Referencia datos: Mrazek

### Características generales
- Tripulación: Dos (piloto, copiloto)
- Capacidad: Siete soldados completamente equipados
- Longitud: 11 m (36 ft)
- Envergadura: 24,4 m (80 ft)
- Superficie alar: 56 m² (602,8 ft²)
- Peso vacío: 2268 kg (4998,7 lb)
- Peso máximo al despegue: 3175 kg (6997,7 lb)

### Rendimiento
- Velocidad crucero (Vc): 193 km/h (120 MPH; 104 kt) (remolcado)

## Aeronaves relacionadas

### Desarrollos relacionados
- Bowlus CG-8

### Secuencias de designación
- Secuencia CG-_ (Planeadores de Carga del USAAC/USAAF, 1941-1948): ← CG-4 - CG-5 - CG-6 - CG-7 - CG-8 - CG-9 - CG-10 →